# Раздел Великого герцогства Варшавского (четвёртый раздел Польши)

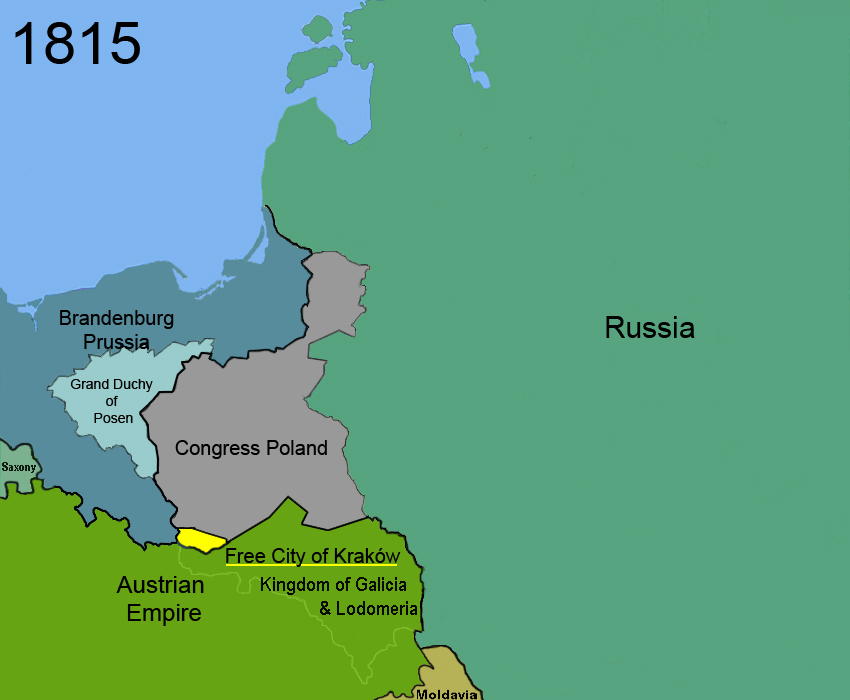
Раздел Великого герцогства Варшавского по итогам Венского конгресса в 1815 году

Раздел Великого герцогства Варшавского (четвёртый раздел Польши) — территориальные изменения в исторической Польше в результате Наполеоновских войн.
Когда после разгрома Пруссии Наполеон появился в Варшаве, он был встречен там с энтузиазмом.
По Тильзитскому миру (1807) было создано Великое герцогство Варшавское, отданное курфюрсту саксонскому, но находившееся под верховной властью французского императора.
На Венском конгрессе 1815 года судьба польских земель была решена новым (четвёртым) разделом: Российская империя получила 4/5 герцогства Варшавского под названием Царства Польского; Австрийской империи была возвращена часть потерь 1809 года; Королевство Пруссия возвратила себе край за рекой Просной, кроме Калиша, под общим названием «Великого княжества Познанского», а также Данциг и Торн; город Краков с небольшим округом образовал республику под опекой России, Австрии и Пруссии.